# Aphanocalyx microphyllus
Aphanocalyx microphyllus là một loài thực vật có hoa trong họ Đậu. Loài này được (Harms) Wieringa miêu tả khoa học đầu tiên.
Aphanocalyx microphyllus subsp. compactus là một loài cây rừng nhiệt đới thuộc Họ Đậu. Đây là loài đặc hữu của rừng đất thấp tây Guine của Bờ Biển Ngà, Liberia, và Sierra Leone. Phân loài có tên đồng nghĩa là Aphanocalyx microphyllus subsp. microphyllus gặp ở rừng mưa Trung Phi.